# ميتالوبروتياز المادة الخلالية
ماتريكس ميتالوبروتياز (بالإنجليزية: Matrix metalloproteinase)‏اختصارا (MMPs) هو إنزيم زنك يعتمد على انزيمات اندوبيبتيداز (بالإنجليزية: endopeptidases)‏ ؛ وهو جزء من أسرة الانزيمات الأخرى مثل adamalysins، serralysins، وastacins. ينتمي هذا الإنزيم إلى عائلة كبيرة من الإنزيمات البروتينية المعروفة باسم فصيلة ميتزينسين (metzincin superfamily). يستطيع هذا الإنزيم الهيمنة على جميع أنواع البروتينات المصفوفة خارج الخلية، ولكن أيضا يمكنه معالجة عدد من الجزيئات النشطة بيولوجيا، ويشارك في الانقسام لمستقبلات سطح الخلية، والإفراج عن روابط الدماغ مثل الأفكار.

## الوظيفة
ويعتقد أيضا هذا الإنزيم يلعب دورا رئيسيا في اسلوكيات الخلية مثل تكاثر الخلايا، والهجرة (التصاق / التشتت)، والتمايز، الأوعية الدموية، استماتة، والجهاز المناعي.ويعتقد بأن ماتريكس ميتالوبروتياز أحد الأسباب في تكون الندبات أي حب الشباب.

## الموقع
وقد وصف إنزيم ماتريكس ميتالوبروتياز لأول مرة في الفقاريات عام (1962)، وكذلك في البشر، ولكن منذ ذلك الحين وجدت في اللافقاريات والنباتات. وتتميز أنها الأندوبيبتيداز عن الانزيمات الأخرى من خلال اعتمادهم على ايونات المعادن مثل العوامل المساعدة، وقدرتها على التحلل المصفوف خارج الخلية، وتسلسل الحمض النووي التطورية الخاصة.

## وصلات خارجية
- Matrix+metalloproteinases في المكتبة الوطنية الأمريكية للطب نظام فهرسة المواضيع الطبية (MeSH).